# Memorie storiche vignolesi
Memorie storiche vignolesi è un saggio di argomento storico pubblicato dall'archeologo italiano Arsenio Crespellani nel 1872 e dedicato ai principali avvenimenti e personaggi che hanno caratterizzato la storia della città di Vignola.

## Storia editoriale
L'opera venne pubblicata in occasione delle feste commemorative per il secondo centenario della nascita di Ludovico Antonio Muratori. Il volume tratta le vicende di Vignola dalle origini alla seconda metà dell'ottocento, la narrazione delle quali si fonda su una rigorosa documentazione d'archivio. L'opera fu commissionata a Crespellani dal Comitato per le onorificenze al Muratori, e aveva lo scopo di raccogliere in un unico libro le testimonianze scritte e orali ricavate dai documenti e dalle notizie riguardanti la storia e le origini della patria del celebre storico e scrittore vignolese.

## Struttura
L'opera si compone di un Avvertimento, tre parti che narrano la storia di Vignola dall'origine al Risorgimento italiano e infine un'appendice in cui sono trascritti i documenti da cui sono stati tratte le informazioni esposte nelle tre parti precedenti. Inoltre Crespellani allega una riproduzione della Mappa planimetrica raffigurante Vignola per comunicare al lettore la posizione delle abitazioni di alcuni dei personaggi più importanti e significativi dell'epoca.

### Avvertimento
Nella prefazione, che Crespellani definisce Avvertimento, vengono espresse al lettore le motivazioni che l'hanno portato a scrivere quest'opera e lo scopo che l'opera doveva avere. L'autore informa della struttura dell'opera commissionatagli, che segue una divisione in tre parti ciascuna dedicata a un determinato periodo storico.

### Prima parte
La prima parte dell'opera si sviluppa dalle origini di Vignola all'inizio della Signoria della famiglia Contrari.
Crespellani apre il testo descrivendo la posizione geografica che Vignola assumeva al tempo collocandola sulla sponda sinistra del Panaro, sull'altopiano dei colli di Campiglio, da cui spicca il significativo castello medievale. Un altro punto importante è l'ipotesi sulla derivazione del nome di Vignola, secondo l'autore riconducibile al termine vineola, che rimanda alle abbondanti distese di vigneti presenti nel territorio. La prima menzione del nome Vignola si trova in una carta dell'Archivio nonantolano risalente all'anno 826. In seguito viene citata la presenza delle figure vescovili a Vignola e viene descritta, come unica notizia rilevante tra le cronache locali, la presenza di Matilde di Canossa l'8 novembre 1109. Una delle informazioni più rilevanti date nella prima parte riguarfa l'arrivo della famiglia degli Este a Vignola.

### Seconda parte
La seconda parte dell'opera narra la storia della famiglia Contrari da quando Uguccione dei Contrari ricevette diversi territori da Niccolò III d'Este e iniziò ad amministrarli.
Successivamente questi territori vennero divisi in Castello di Monfestino e Castello di Savignano, dando inoltre importanza a Vignola che fu proclamata capoluogo. In questa parte vengono citati molti conflitti e accordi che la famiglia dei Contrari fece con le famiglie più influenti dell'epoca, come ad esempio i Medici e gli Este.

### Terza parte
La terza parte dell'opera comprende il periodo dall'estinzione della linea dinastica della famiglia Contrari al Risorgimento italiano.
Questa parte si apre con l'incorporazione di Vignola ai beni spettanti alla Camera Ducale di Ferrara e prosegue con un approfondimento dei rapporti e degli interessi che intercorrevano tra la Contea di Vignola e il Ducato di Ferrara. L'ultima parte ripercorre gli avvenimenti riguardanti Vignola fino al Risorgimento, con un finale omaggio dell'autore a Jacopo Barozzi da Vignola, Jacopo Cantelli e Ludovico Antonio Muratori, il cui ingegno è ritenuto fondamentale per rendere Vignola nota a tutte le nazioni.

### Documenti
I documenti sono complessivamente 35 e scritti per la maggior parte in latino. La scelta di trascrivere e pubblicare i documenti venne fatta dall'autore per offrire al lettore il testo originale delle fonti utilizzate e per garantire la trasmissione di informazioni importanti talora contenute in manoscritti di difficile consultazione.

## Edizioni
- Memorie storiche vignolesi, edizione originale, Vignola, 1872.
- Memorie storiche vignolesi, ristampa anastatica, Vignola, 1974.